# Liste der Kulturdenkmäler in Winnweiler
In der Liste der Kulturdenkmäler in Winnweiler sind alle Kulturdenkmäler der rheinland-pfälzischen Ortsgemeinde Winnweiler einschließlich der Ortsteile Alsenbrück-Langmeil, Hochstein und Potzbach aufgeführt. Grundlage ist die Denkmalliste des Landes Rheinland-Pfalz (Stand: 28. November 2018).

## Denkmalzonen
| Bezeichnung                      | Lage | Baujahr                 | Beschreibung | Bild                           |
| -------------------------------- | --- | ----------------------- | --- | ------------------------------ |
| Denkmalzone Jüdischer Friedhof   | Winnweiler, Schulstraße Lage | 1725                    | wohl 1725 angelegt, um 1880 erweitert, bis 1963 belegt; Taharahaus, kubischer Zeltdachbau, um 1880/90; 445 Grabmäler | weitere Bilder Fotos hochladen |
| Denkmalzone Ortskern             | Winnweiler, Marktplatz, Kirchstraße 1–19 und 2–14, Lorenz-Steinbückner-Weg 1 und 3, Schloßstraße 7–21 und 2–12, Zwergstraße 1–7, Gymnasiumstraße 1 und 3, Jakobstraße 1–13 und 2 und Neugasse 1 und 2–14 Lage |                         | in der Ortsmitte einheitliches Straßenbild überwiegend mit doppelgeschossigen Traufenhäusern, darunter barocke Fachwerkhäuser; in der Neugasse und westlich der Schloßstraße Handwerker- und Tagelöhnerhäuser des frühen 19. Jahrhunderts | Fotos hochladen                |
| Denkmalzone Schlossbezirk        | Winnweiler, Schloßstraße 47, 49, 51, 53 Lage | ab 1604                 | ehemaliger Schlossbezirk einschließlich „Messeplatz“ mit Schloss (1604) und Gruppe gründerzeitlicher öffentlicher Gebäude (Volksbank 1877/78, ehemaliges Schul- und Rathaus 1892, Lateinschule 1873) | Fotos hochladen                |
| Denkmalzone Friedhof             | Hochstein, Friedhofstraße Lage | 1820                    | 1820 angelegt, mehrfach erweitert; 15 Grabmäler der Familie Gienanth, vor allem: Friedrich Freiherr von Gienanth, Sophia von Gienanth, Ludwig Freiherr von Gienanth, Friedrich August von Gienanth, Bertha von Gienanth; Grabmal Eheleute Jakob Gerlach († 1899) | Fotos hochladen                |
| Denkmalzone Eisenschmelz         | Hochstein, nördlich des Ortes Lage | gegen 1804              | Stammhaus der Gienanthschen Eisenindustrie; Kern der geschlossenen Anlage der Herrenhof (Nr. 11–14): herrschaftliche Dreiflügelanlage, gegen 1804; Nr. 1–9 eingeschossige Traufzeile mit Arbeiterwohnungen, bezeichnet 1800 (Nr. 7/8); Stützmauer mit Kellerabgängen bezeichnet 1825, 1842 (renoviert) sowie 1845; Fabrikationsgebäude, Ende des 19. Jahrhunderts; Parkanlage, darin Eisenschmelzarbeiten des 19. Jahrhunderts | Fotos hochladen                |
| Denkmalzone Hauptstraße Potzbach | Potzbach, Hauptstraße 1–8, 11, 13, 15/17, Ringstraße 6 Lage | 18. und 19. Jahrhundert | malerisches Straßenbild mit landschaftstypischen Hofanlagen mit Fachwerkhäusern und eingeschossigen Putzbauten, 18. und 19. Jahrhundert, dominiert vom ehemaligen Schulhaus (um 1855) | Fotos hochladen                |

## Einzeldenkmäler
| Bezeichnung                                      | Lage                                                                   | Baujahr                            | Beschreibung | Bild                           |
| ------------------------------------------------ | ---------------------------------------------------------------------- | ---------------------------------- | --- | ------------------------------ |
| Forstamt                                         | Winnweiler, Falkensteiner Weg 3 Lage                                   | 1886/87                            | repräsentativer eineinhalbgeschossiger Gründerzeitbau, 1886/87; mit Ausstattung | Fotos hochladen                |
| Katholische Wallfahrtskapelle zum Heiligen Kreuz | Winnweiler, Falkensteiner Weg 8 Lage                                   | 1760–64                            | spätbarocker Saalbau, 1760–64, Westturm 1840; ehemalige Klause, Fachwerk, um 1742; landschaftsbildprägend | weitere Bilder Fotos hochladen |
| Hofanlage                                        | Winnweiler, Gymnasiumstraße 3 Lage                                     | frühes 18. Jahrhundert             | Dreiseithof; zweieinhalbgeschossiges Fachwerkwohnhaus, teilweise massiv (verputzt), frühes 18. Jahrhundert, Scheune, teilweise Fachwerk, 1855; ortsbildprägend | weitere Bilder Fotos hochladen |
| Gartenhaus                                       | Winnweiler, Jakobstraße, zu Nr. 19 Lage                                | um 1750                            | Fachwerkbau mit Pagodendach, um 1750 | Fotos hochladen                |
| Verwaltungsgebäude                               | Winnweiler, Jakobstraße 21 Lage                                        | 1825                               | ehemaliges Königlich bayerisches Friedensgericht mit Kantonsgefängnis; stattlicher klassizistischer Bruchsteinbau mit Walmdach, 1825 | weitere Bilder Fotos hochladen |
| Katasteramt                                      | Winnweiler, Jakobstraße 25 Lage                                        | 1896                               | ehemaliges Königlich bayerisches Rentamt, heute Katasteramt; anspruchsvoller neubarocker Sandsteinquaderbau mit Mansardwalmdach, 1896, Architekt Ludwig Stempel, Kaiserslautern | weitere Bilder Fotos hochladen |
| Protestantisches Pfarrhaus                       | Winnweiler, Jakobstraße 27 Lage                                        | 1908                               | Protestantisches Pfarrhaus und Dekanat; repräsentativer Mansardwalmdachbau, barockisierender Heimatstil, 1908, Architekt Peter Seeberger, Rockenhausen | Fotos hochladen                |
| Verbandsgemeindeverwaltung                       | Winnweiler, Jakobstraße 29 Lage                                        | 1901                               | ehemaliges Amtsgericht, heute Verbandsgemeindeverwaltung; repräsentativer neubarocker Rotsandsteinquaderbau mit Mansardwalmdach, 1901, Architekt wohl Theodor Bente, Kaiserslautern | Fotos hochladen                |
| Wegekreuz                                        | Winnweiler, Jakobstraße, vor Nr. 30 Lage                               | 1744                               | barockes Schaftkreuz, bezeichnet 1744, Kruzifix um 1900 | Fotos hochladen                |
| Heiliger Nepomuk                                 | Winnweiler, Kirchstraße, auf der Brücke über den Lohnsbach Lage        | 1761                               | spätbarocke Sandsteinskulptur, bezeichnet 1761 | Fotos hochladen                |
| Grabmäler                                        | Winnweiler, Kirchstraße, auf dem Friedhof Lage                         | 1840                               | Friedhof 1840 angelegt, mehrmals erweitert; Gruppe bemerkenswerter Grabmäler, 1880 bis 1920 | BW                             |
| Protestantische Pfarrkirche                      | Winnweiler, Kirchstraße 19 Lage                                        | 1749                               | spätbarocker Saalbau, bezeichnet 1749, eventuell auf spätgotischen Fundamenten, 1409, Westturm bezeichnet 1754; Walcker-Orgelwerk von 1914; ortsbildprägend | weitere Bilder Fotos hochladen |
| Wohnhaus                                         | Winnweiler, Kirchstraße 22 Lage                                        | 1837                               | klassizistischer Mansardwalmdachbau, bezeichnet 1837, sowie spätklassizistisches Wohnhaus mit Kniestock, um 1890 | BW                             |
| Katholische Pfarrkirche Herz-Jesu                | Winnweiler, Kirchstraße 23 Lage                                        | 1912/13                            | repräsentative barockisierende dreischiffige Staffelhalle, 1912/13, Architekt Ludwig Becker, Mainz; ortsbildprägend | weitere Bilder Fotos hochladen |
| Katholisches Schwesternhaus                      | Winnweiler, Kirchstraße 25 Lage                                        | 1906                               | historisierender Sandsteinquaderbau, 1906; ortsbildprägend | weitere Bilder Fotos hochladen |
| Frühmesserei                                     | Winnweiler, Kirchstraße 26 Lage                                        | um 1750                            | ehemalige Kaplanei; Krüppelwalmdachbau, teilweise Fachwerk (verputzt), um 1750 | weitere Bilder Fotos hochladen |
| Wohnhaus                                         | Winnweiler, Lorenz-Steinbrückner-Weg 1 Lage                            | zweite Hälfte des 18. Jahrhunderts | ehemaliges Gärtnerhaus; eingeschossiger spätbarocker Mansardwalmdachbau, zweite Hälfte des 18. Jahrhunderts | Fotos hochladen                |
| Wohn- und Geschäftshaus                          | Winnweiler, Schloßstraße 22 Lage                                       | 1907                               | Krüppelwalmdachbau, historisierender Heimatstil, bezeichnet 1907, Architekt Peter Seeberger, Rockenhausen; straßenbildprägend | Fotos hochladen                |
| Wohn- und Geschäftshaus                          | Winnweiler, Schloßstraße 23 Lage                                       | 1844                               | heute Apotheke, anspruchsvoller nachbarocker Krüppelwalmdachbau, klassizistische Motive, Toranlage bezeichnet 1844; straßenbildprägend | Fotos hochladen                |
| Turn- und Festhalle                              | Winnweiler, Schloßstraße 35 Lage                                       | 1902                               | ehemalige Turn- und Festhalle, heute Gaststätte; historisierender Rotsandsteinquaderbau mit Schildgiebeln, 1902, Architekt Peter Seeberger, Rockenhausen | weitere Bilder Fotos hochladen |
| Museum Winnweiler                                | Winnweiler, Schloßstraße 37 Lage                                       | zweite Hälfte des 18. Jahrhunderts | ehemalige falkensteinische Amtsschreiberei, heute Museum; eingeschossiger Putzbau, wohl aus der zweiten Hälfte des 18. Jahrhunderts | Fotos hochladen                |
| Missionskreuz                                    | Winnweiler, Schloßstraße, vor Nr. 42 Lage                              | 1768                               | Missionskreuz, Sandstein, bezeichnet 1768 | Fotos hochladen                |
| Falkensteinisches Schloss                        | Winnweiler, Schloßstraße 47 Lage                                       | 1604                               | ehemaliges falkensteinisches Schloss; zwei tonnengewölbte Keller, mehrere kreuzgewölbte Erdgeschossräume, bezeichnet 1604, Obergeschoss vor allem aus dem 19. Jahrhundert, Walmdach, gründerzeitliche Erweiterung nach 1870, Torfahrt bezeichnet 1843; ortsbildprägend                                                   | Fotos hochladen                |
| Wohn- und Geschäftshaus                          | Winnweiler, Schloßstraße 49 Lage                                       | 1877/78                            | ehemaliges Bankgebäude; repräsentativer Gründerzeitbau mit Kniestock, 1877/78 | Fotos hochladen                |
| Schul- und Rathaus                               | Winnweiler, Schloßstraße 51 Lage                                       | 1892                               | ehemaliges Schul- und Rathaus; Gründerzeitbau, 1892 | Fotos hochladen                |
| Lateinschule                                     | Winnweiler, Schloßstraße 53 Lage                                       | 1873                               | ehemalige Lateinschule; Gründerzeitbau, 1873 | Fotos hochladen                |
| Heiliger Nepomuk                                 | Winnweiler, Weilergäßchen Lage                                         | 1761                               | spätbarocke Sandsteinskulptur, bezeichnet 1761 | BW                             |
| Kriegerdenkmal                                   | Winnweiler, östlich des Ortes auf dem Leisbühl; Distrikt Läusbühl Lage | 1932/33                            | Kriegerdenkmal 1914/18 und 1939/45; Halle mit überlebensgroßer Soldatenfigur, 1932/33, Architekt Karl Seeberger, Kaiserslautern, nach 1945 erweitert | weitere Bilder Fotos hochladen |
| Grabmal                                          | Alsenbrück, Alsenztalstraße, auf dem Friedhof Lage                     | um 1870                            | auf dem 1825 angelegten Friedhof: Grabmal Familie Franck, um 1870 | BW                             |
| Protestantische Kirche                           | Alsenbrück, Alsenztalstraße 22 Lage                                    | 1762                               | spätbarocker Saalbau, bezeichnet 1762; ortsbildprägend | Fotos hochladen                |
| Hofanlage                                        | Langmeil, Imsbacher Straße 12 Lage                                     | zweite Hälfte des 19. Jahrhunderts | reiche Hofanlage, zweite Hälfte des 19. Jahrhunderts und frühes 20. Jahrhundert; Wohnhaus mit Krüppelwalmdach, um 1878, Nebengebäude; bauliche Gesamtanlage | BW                             |
| Schulhaus                                        | Langmeil, Kaiserstraße 9 Lage                                          | 1910                               | ehemaliges Schulhaus mit Lehrerwohnung; repräsentativer Walmdachbau, Heimatstil, bezeichnet 1910, Architekt Peter Seeberger, Rockenhausen | Fotos hochladen                |
| Hofanlage                                        | Langmeil, Kaiserstraße 10 Lage                                         | 19. Jahrhundert                    | eine der größten Hofanlagen des Kreises, 19. Jahrhundert; spätklassizistischer Walmdachbau mit Kniestock, bezeichnet 1860, über älteren Kellern, bezeichnet 1819; Wohnhaus aus der ersten Hälfte des 19. Jahrhunderts, im Kern eventuell älter; Wirtschaftsgebäude, unter anderem bezeichnet 1799; bauliche Gesamtanlage | BW                             |
| Hofanlage                                        | Sattelhof, Nr. 4/6 Lage                                                | ab 1818                            | großer Vierseithof; Doppelwohnhaus, eingeschossiger nachbarocker Krüppelwalmdachbau, bezeichnet 1830, über älteren Kellern, ehemaliges Brennhaus, bezeichnet 1832, Toreinfahrt(en) bezeichnet 1818, Bruchsteinscheune, Scheune mit Fachwerkgiebeln, Stallungen                                                           | Fotos hochladen                |
| Bürgerhaus                                       | Hochstein, Alsenzstraße 116 Lage                                       | 1898–1900                          | ehemaliges Schulhaus, heute Bürgerhaus; repräsentativer zweieinhalbgeschossiger Zweiflügelbau, 1898–1900, Architekt Karl Ritter, Kaiserslautern | Fotos hochladen                |
| Schulhaus                                        | Hochstein, Alsenzstraße 136 Lage                                       | 1786                               | ehemaliges Schulhaus; eingeschossiger spätbarocker Putzbau, 1786, Dachreiter 1820; ortsbildprägend | Fotos hochladen                |
| Wegekreuz                                        | Hochstein, Alsenzstraße, vor Nr. 138 Lage                              | 1749                               | Wegekreuz, Sandstein, bezeichnet 1749 | BW                             |
| Gienanth-Brunnen                                 | Hochstein, nördlich des Ortes Lage                                     | 1775                               | auch Hinterbrünnchen; klassizistische Brunnenfassung mit Obelisk, 1775 | BW                             |
| Kilometerstein                                   | Hochstein, nördlich des Ortes an der B 48                              | um 1875                            | Sandsteinzylinder, um 1875 | Fotos hochladen                |
| Hofanlage                                        | Potzbach, Hauptstraße 5/7 Lage                                         | erste Hälfte des 19. Jahrhunderts  | Hofanlage; Wohnhaus, teilweise Fachwerk, wohl aus der ersten Hälfte des 19. Jahrhunderts, Fachwerkscheune, Backstein-Stallungen; straßenbildprägend | weitere Bilder Fotos hochladen |
| Schulhaus                                        | Potzbach, Hauptstraße 6 Lage                                           | um 1855                            | ehemaliges Schulhaus, heute Bürgerhaus; eingeschossiger Putzbau auf Quadersockel, um 1855, Nebengebäude; straßenbildprägend | Fotos hochladen                |
| Wohnhaus                                         | Potzbach, Hauptstraße 11 Lage                                          | 1767/68                            | eingeschossiges Fachwerkwohnhaus, angeblich von 1767/68, bezeichnet 1829, Sandsteinquaderscheune 19. Jahrhundert | Fotos hochladen                |
| Wohnhaus                                         | Potzbach, Hauptstraße 15/17 Lage                                       | Anfang des 18. Jahrhunderts        | zweigeschossiges Fachwerkhaus, Anfang des 18. Jahrhunderts | Fotos hochladen                |
| Forsthaus                                        | Potzbach, Hauptstraße 37 Lage                                          | 1899                               | Forstwartswohnung; eineinhalbgeschossiger Rotsandsteinquaderbau, 1899 | Fotos hochladen                |